# Загадката на долината Боскум
„Загадката на долината Боскум“ (на английски: The Boscombe Valley Mystery) е разказ на писателя Артър Конан Дойл за известния детектив Шерлок Холмс. За първи път е публикуван през 1891 г. в списание „Странд“. Включен е в книгата „Приключенията на Шерлок Холмс“, публикувана през 1892 година.

## Сюжет
Внимание:  Текстът по-долу разкрива сюжета на произведението (или части от него)!
Холмс предлага на Уотсън да го придружи при разследването му на убийството на Чарлс Маккарти в Долината Боскум.
Според свидетелските показания, Чарлс Маккарти е тръгнал на разходка до езерото, а след него бързо е тръгнал и синът му Джеймс. След известно време дъщерята на Маккарти и нейните прислужнички ги виждат до езерото: баща и син спорят грубо за нещо и си крещят един на друг. Изплашено, момичето се връща вкъщи, а скоро след това се прибира и Джеймс Маккарти. Той казва, че е току-що е намерил баща си с разбита глава и непосредствено преди смъртта си Маккарти е говорил несвързано и като че ли е намекнал нещо за някакъв „плъх“ (rat – плъх на английски език).
Полицейското разследване обвинява Маккарти-младши за убийството и той трябва да се яви пред съда. От смърт решава да го спаси дъщерята на една от местните земевладелци, Алис Търнър, която от детството си е приятелка с Джеймс и много го обича. Тя моли за помощ инспектор Лестрейд, който се обръща към Шерлок Холмс. Бащата на Алис, г-н Джон Търнър, е бил дългогодишен познат с убития Маккарти. Те се познават още от времето, когато и двамата са работили при австралийските златотърсачи.
Холмс внимателно разследва събитията и заключава, че Джеймс Маккарти не лъже и той наистина е невинен. Всички доказателства сочат, че убиецът е висок, куц и левичар. Освен това Холмс се досеща, че, преди да умре, Маккарти не е говорил за „плъх“ (rat), а се е опитвал да каже „Баларат“ (Ballarat), име на място в Австралия. Това окончателно убеждава Холмс, че убиецът е Джон Търнър.
Холмс се среща с Търнър в присъствието на Уотсън и го обвинява в убийство. Търнър се изповядва, но моли да не го предават на съда, защото е неизлечимо болен от диабет и скоро да умре. Холмс обещава да не казва нищо на полицията, но изисква Търнър да даде писмени показания. Така, ако Маккарти-младши все пак бъде осъден, то Холмс ще може да спаси от смърт един невинен. Уотсън записва показанията на Търнър, който откровено си признава всичко.
Оказва се, че преди много години в Австралия, Търнър е бил тартор на банда, която е ограбила златните мини в близост до Баларат. Неговата банда е нападнала карета с голям товар от злато. Всички от охраната са убити, но Търнър пощадява живота на кочияша. Това е бил Чарлс Маккарти. Търнър заминава за Англия, закупува имение и започва тих и почтен живот, но много години по-късно се среща с Маккарти, който започва да го изнудва за пари. Децата на Търнър и Маккарти израстват заедно и се влюбват помежду си. Виждайки това, Маккарти-старши започва да иска от Търнър съгласие за брак между Алис и Джеймс. Търнър категорично възразява и по време на срещата им в близост до езерото, той убива Чарлс Маккарти. Маккарти-младши случайно е наблизо и успява да чуе предсмъртния вик на баща си. Търнър се скрива зад едно дърво и вижда как старецът умира в ръцете на сина си.
Холмс освобождава Търнър, а седем месеца по-късно Търнър умира. В съда Холмс доказва невинността на Маккарти-младши и разкриването на тайната на Джон Търнър не е необходимо. Разказът завършва с надеждата, че Алис и Джеймс ще могат да заживеят щастливи заедно, в неведение за случилото се.

## Адаптации
Разказът е екранизиран през 1921 г. в съвместния френско-британски едноименен филм с участието на Джордж Тревил в ролята на Холмс и Мистър Мойс като Уотсън.
През 1922 г. отново е филмиран във Великобритания с участието на Ейли Норууд в ролята на Холмс и Хюбърт Уилис в ролята на Уотсън, през 1968 г. с участието съответно на Питър Кушинг и Найджъл Сток, а през 1991 г. – с участието на Джеръми Брет и Дейвид Бърк. 
Разказът е адаптиран и като сериал по радио Би Би Си с участието на Клайв Мерисън в ролята на Холмс и Майкъл Уилямс като Уотсън.